# Alstroemeria sabulosa
Alstroemeria sabulosa este o specie de plante monocotiledonate din genul Alstroemeria, familia Alstroemeriaceae, descrisă de Pierfelice Ravenna. Conform Catalogue of Life specia Alstroemeria sabulosa nu are subspecii cunoscute.